# ثنائي فلوريد الزينون
ثنائي فلوريد الزينون هو مركب كيميائي للغاز النبيل زينون؛ له الصيغة الكيميائية XeF2، ويكون على شكل صلب أبيض اللون.

## التحضير
يحضر ثنائي فلوريد الزينون من التفاعل المباشر بين عنصري الزينون والفلور بوجود حفاز من فلوريد الهيدروجين أو فلوريد النيكل الثنائي وذلك مع التعريض للأشعة فوق البنفسجية.
{\displaystyle \mathrm {Xe\ +\ F_{2}\ {\xrightarrow[{UV-Light}]{Cat.}}\ XeF_{2}} }

## الخواص
يكون ثنائي فلوريد الزينون على شكل صلب أبيض، له رائحة منفرة، وضغط بخار منخفض.
يكون للمركب بنية جزيئية خطية، بحيث يكون طول الرابطة Xe–F مقدار 197 بيكومتر في الحالة الغازية، والتي تصبح 200 بيكومتر في الحالة الصلبة. يظهر ترتيب الجزيئات في الحالة البلورية أن ذرات الفلور في الجزيئات المتجاورة تتجنب المنطقة الاستوائية في كل جزيء XeF2، وهذا يتفق مع نظرية فيسبر، والتي تتنبأ بوجود 3 أزواج غير رابطة من الإلكترونات حول المنطقة الاستوائية في ذرة الزينون.

## الاستخدامات

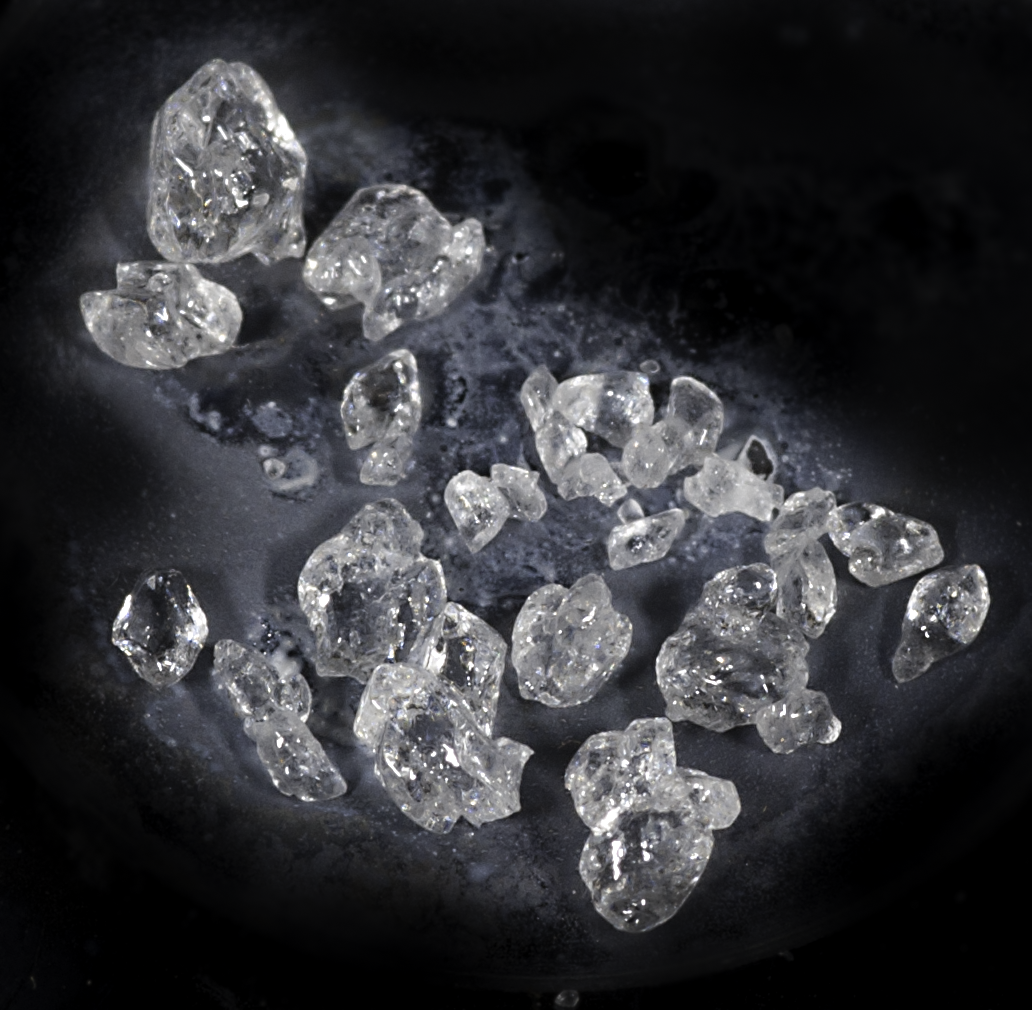
بلورات ثنائي فلوريد الزينون

يستخدم ثنائي فلوريد الزينون كعامل مفلور ومؤكسد.